# Még élünk
A Még élünk a  magyar Hobo Blues Band blueszenekar harmadik nagylemeze.

## Számok
1. Országút blues – 4:22
2. Tető alatt a ház – 5:41
3. Batthyány tér blues – 6:36
4. Betegség blues – 4:14
5. Nekem is fáj – 5:09
6. A hitetlenek dala – 7:23
7. Mindennek vége – 2:55
8. Nagyon fáj – 4:50
9. Ne vénülj meg! – 0:52

## Közreműködők
- Deák Bill Gyula – ének
- Földes László – ének
- Bodonyi Attila – szájharmonika
- Pálmai Zoltán – dob
- Póka Egon – basszusgitár, ének
- Tátrai Tibor – gitár
- Cseh Tamás – ének
- Földes Miklós – furulya
- Döme Dezső – dob
- Presser Gábor – zongora